# Wetzlar Kurier
Der Wetzlar Kurier ist ein seit August 1982 monatlich erscheinendes, kostenloses Anzeigen- und Informationsblatt im Lahn-Dill-Kreis (Hessen). Herausgeber ist der CDU‑Politiker Hans‑Jürgen Irmer, der den Titel seit 1990 in Eigenverantwortung besitzt. Das Blatt versteht sich nach eigener Darstellung als politisches Gegengewicht zur regional dominierenden Wetzlarer Neuen Zeitung (WNZ). Die aktuelle Auflage liegt bei rund 110.000 Exemplaren, die kostenlos an Haushalte verteilt werden.

## Geschichte
- 1982: Erstausgabe in Wetzlar mit rund 10.000 Exemplaren, initiiert durch die CDU‑Stadtfraktion.
- 1990: Übernahme durch Hans‑Jürgen Irmer in Eigenverantwortung.
- 1992–1994: Ausweitung auf den gesamten Altkreis Wetzlar; Auflage rund 50.000 Exemplare.
- Oktober 2002: Erweiterung auf den gesamten Lahn‑Dill‑Kreis mit rund 100.000 Exemplaren.
- Seit 2018: Verteilung auch in Biebertal und Wettenberg; Auflage rund 125.000 Exemplare.

## Ausrichtung
Der Wetzlar Kurier positioniert sich als Alternative zur Berichterstattung der WNZ, der Irmer vorwirft, CDU‑Themen unzureichend zu berücksichtigen. Im Kurier erscheinen regelmäßig Stellungnahmen, Pressemitteilungen und Kommentare der örtlichen CDU.

## Finanzierung und Vertrieb
Das Blatt finanziert sich überwiegend durch Anzeigen; der Anzeigenanteil liegt teils bei mehr als einem Drittel des Inhalts. Die Verteilung erfolgt kostenlos an nahezu alle Haushalte im Lahn‑Dill‑Kreis sowie in den angrenzenden Gemeinden Biebertal und Wettenberg.

## Kritik und Kontroversen
Mehrfach geriet der Wetzlar Kurier in die Kritik wegen der Auswahl seiner Werbeanzeigen und wegen politischer Zuspitzungen in redaktionellen Beiträgen.
- 2015: In einer Ausgabe erschien eine Anzeige des Vereins Die Deutschen Konservativen, der vom Bundesamt für Verfassungsschutz als rechtsextrem eingestuft wird. Die Anzeige bewarb islamkritische Publikationen und führte zum Rücktritt Irmers von mehreren Parteiämtern.[3]
- Fortlaufend: Kritiker bemängeln die Veröffentlichung von Inseraten des Kopp‑Verlags, der verschwörungsideologische und rechtsesoterische Literatur vertreibt.[4]
- 2021: Der Kurier war Ziel von Kritik, nachdem Anzeigen für den Online‑Shop mittelhessen‑maske.de erschienen, der aus dem Umfeld Irmers betrieben wurde. Die Werbung fiel in die Zeit der Corona‑Maskenpflicht, was Vorwürfe der Eigenwerbung auslöste.[5]
- Populistische Aussagen: Politische Mitbewerber und Journalisten werfen dem Kurier vor, durch zugespitzte Formulierungen und wertende Begriffe – insbesondere zu Migration, Islam und EU – populistische Positionen zu vertreten.[6] Befürworter sehen darin eine legitime Form der Meinungsäußerung.

## Redaktion und Druck
Sitz von Redaktion und Verlag ist in Wetzlar, Moritz‑Hensoldt‑Straße 24. Der Druck erfolgt durch die VRM Wetzlar GmbH, die zur VRM‑Mediengruppe gehört.